# カサ・デ・ムニェコス
『カサ・デ・ムニェコス』（スペイン語: Casa de muñecos）は、チリのテレビドラマ。メガで2018年8月20日から2019年3月11日まで放送された。

## 登場人物
ノラ・エリザルデ
演：ガブリエラ・エルナンデス
セルヒオ・ファルコ
演：ヘクトル・ノゲラ
レオノール・ファルコ
演：シグリッド・アレグリア
モニカ・ファルコ
演：ルス・ヴァルディヴィエソ
イザベラ・ファルコ
演：セリーヌ・レイモンド
アレハンドラ・ファルコ
演：ダニエラ・ラミレス